# Bolívia a 2004. évi nyári olimpiai játékokon
Bolívia a görögországi Athénban megrendezett 2004. évi nyári olimpiai játékok egyik részt vevő nemzete volt. Az országot az olimpián 5 sportágban 7 sportoló képviselte, akik érmet nem szereztek.

## Atlétika
Férfi

| Versenyző         | Versenyszám | Előfutam | Előfutam | Előfutam | Elődöntő | Elődöntő | Elődöntő | Döntő   | Döntő    |
| Versenyző         | Versenyszám | Idő      | Hely.    | Össz.    | Idő      | Hely.    | Össz.    | Idő     | Helyezés |
| ----------------- | ----------- | -------- | -------- | -------- | -------- | -------- | -------- | ------- | -------- |
| Fadrique Iglesias | 800 m       | 1:51,87  | 8.       | 68.      | kiesett  | kiesett  | kiesett  | kiesett | kiesett  |

Női

| Versenyző       | Versenyszám     | Eredmény | Helyezés |
| --------------- | --------------- | -------- | -------- |
| Geovanna Irusta | 20 km gyaloglás | 1:38:36  | 41.      |

## Cselgáncs
Férfi

| Versenyző     | Versenyszám | 32-es főtábla                 | Nyolcaddöntő      | Negyeddöntő       | Elődöntő          | Vigaszág első kör | Vigaszág negyeddöntő | Vigaszág elődöntő | Bronz- mérkőzés   | Döntő             | Helyezés    |
| Versenyző     | Versenyszám | Ellenfél Eredmény             | Ellenfél Eredmény | Ellenfél Eredmény | Ellenfél Eredmény | Ellenfél Eredmény | Ellenfél Eredmény    | Ellenfél Eredmény | Ellenfél Eredmény | Ellenfél Eredmény | Helyezés    |
| ------------- | ----------- | ----------------------------- | ----------------- | ----------------- | ----------------- | ----------------- | -------------------- | ----------------- | ----------------- | ----------------- | ----------- |
| Juan José Paz | Harmatsúly  | Heath Young (AUS) · 0000-0103 | kiesett           | kiesett           | kiesett           |                   |                      |                   |                   |                   | helyezetlen |

## Sportlövészet
Férfi

| Versenyző          | Versenyszám | Selejtező | Selejtező | Döntő   | Döntő    |
| Versenyző          | Versenyszám | Pont      | Helyezés  | Pont    | Helyezés |
| ------------------ | ----------- | --------- | --------- | ------- | -------- |
| Rudolf Knijnenburg | Légpisztoly | 548       | 47.       | kiesett | kiesett  |

## Torna
Női

| Versenyző               | Versenyszám      | Selejtező | Selejtező | Döntő    | Döntő    |
| Versenyző               | Versenyszám      | Pontszám  | Helyezés  | Pontszám | Helyezés |
| ----------------------- | ---------------- | --------- | --------- | -------- | -------- |
| Maria José de la Fuente | Talaj            | 8,325     | 75.       | kiesett  | kiesett  |
| Maria José de la Fuente | Ugrás            | 8,625     | 83.       | kiesett  | kiesett  |
| Maria José de la Fuente | Felemás korlát   | 8,312     | 76.*      | kiesett  | kiesett  |
| Maria José de la Fuente | Gerenda          | 7,387     | 85.       | kiesett  | kiesett  |
| Maria José de la Fuente | Egyéni összetett | 32,649    | 61.       | kiesett  | kiesett  |

* - egy másik versenyzővel azonos eredményt ért el

## Úszás
Férfi

| Versenyző          | Versenyszám | Előfutam | Előfutam | Előfutam | Elődöntő | Elődöntő | Elődöntő | Döntő   | Döntő    |
| Versenyző          | Versenyszám | Idő      | Hely.    | Össz.    | Idő      | Hely.    | Össz.    | Idő     | Helyezés |
| ------------------ | ----------- | -------- | -------- | -------- | -------- | -------- | -------- | ------- | -------- |
| Mauricio Prudencio | 50 m gyors  | 24,82    | 6.*      | 58.*     | kiesett  | kiesett  | kiesett  | kiesett | kiesett  |

Női

| Versenyző       | Versenyszám | Előfutam | Előfutam | Előfutam | Elődöntő | Elődöntő | Elődöntő | Döntő   | Döntő    |
| Versenyző       | Versenyszám | Idő      | Hely.    | Össz.    | Idő      | Hely.    | Össz.    | Idő     | Helyezés |
| --------------- | ----------- | -------- | -------- | -------- | -------- | -------- | -------- | ------- | -------- |
| Katerine Moreno | 100 m mell  | 1:18,25  | 1.       | 41.      | kiesett  | kiesett  | kiesett  | kiesett | kiesett  |

* - egy másik versenyzővel azonos időt ért el